# Богензе
Богензе — озеро в Германии (земля Бранденбург), примерно в 15 км к северу от Берлина. Озеро овальной формы, ледникового происхождения. Площадь около 9300 м²: 180 м в ширину (с запада на восток) и 300 м в длину (с юга на север). Максимальная глубина — 2,5 м.

## Jugendhochschule
Примерно в 500 м на северо-запад от озера расположено бывшее имение Геббельса — министра пропаганды нацистской Германии. Во времена ГДР в имении размещалась международная школа лидеров молодёжных левых движений (Jugendhochschule).

## Фотогалерея
- Бывший охотничий домик Йозефа Геббельса, 2011 год
- Учащиеся Jugendhochschule, 1946
- Вид на Bogensee